# Gentiana triflora var. japonica
Variété
Classification phylogénétique
Gentiana triflora var. japonica est une variété de plantes à fleurs de la famille des Gentianaceae. C'est une gentiane que l'on trouve en Russie (Kouriles, Sakhaline), de 30 à 70 cm, sur pelouses alpines.

## Note
1. ↑  Anciennement ces îles étaient sous domination japonaise, ce qui explique le nom original.